# Pothos crassipedunculatus
Pothos crassipedunculatus là một loài thực vật có hoa trong họ Ráy (Araceae). Loài này được Sivad. & N.Mohanan miêu tả khoa học đầu tiên năm 1989.